# Rhampsinitus scutiger
Rhampsinitus scutiger is een hooiwagen uit de familie echte hooiwagens (Phalangiidae).